# Entrée de Jésus à Jérusalem

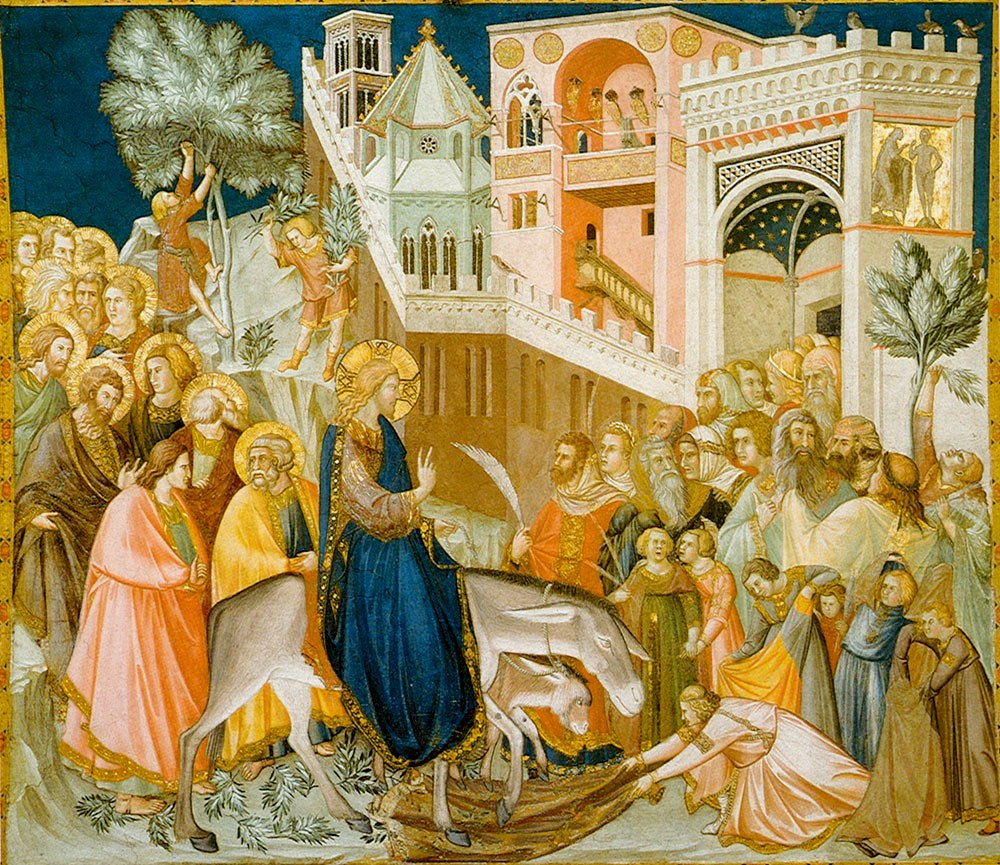
Arrivée du Christ à Jérusalem, par Pietro Lorenzetti, 1320.

 (juin 2025).
La mise en forme du texte ne suit pas les recommandations de Wikipédia : il faut le « wikifier ».
Les points d'amélioration suivants sont les cas les plus fréquents. Le détail des points à revoir est peut-être précisé sur la page de discussion.
- Les titres sont pré-formatés par le logiciel. Ils ne sont ni en capitales, ni en gras.
- Le texte ne doit pas être écrit en capitales (les noms de famille non plus), ni en gras, ni en italique, ni en « petit »…
- Le gras n'est utilisé que pour surligner le titre de l'article dans l'introduction, une seule fois.
- L'italique est rarement utilisé : mots en langue étrangère, titres d'œuvres, noms de bateaux, etc.
- Les citations ne sont pas en italique mais en corps de texte normal. Elles sont entourées par des guillemets français : « et ».
- Les listes à puces sont à éviter, des paragraphes rédigés étant largement préférés. Les tableaux sont à réserver à la présentation de données structurées (résultats, etc.).
- Les appels de note de bas de page (petits chiffres en exposant, introduits par l'outil «  Source ») sont à placer entre la fin de phrase et le point final[comme ça].
- Les liens internes (vers d'autres articles de Wikipédia) sont à choisir avec parcimonie. Créez des liens vers des articles approfondissant le sujet. Les termes génériques sans rapport avec le sujet sont à éviter, ainsi que les répétitions de liens vers un même terme.
- Les liens externes sont à placer uniquement dans une section « Liens externes », à la fin de l'article. Ces liens sont à choisir avec parcimonie suivant les règles définies. Si un lien sert de source à l'article, son insertion dans le texte est à faire par les notes de bas de page.
- La présentation des références doit suivre les conventions bibliographiques. Il est recommandé d'utiliser les modèles {{Ouvrage}}, {{Chapitre}}, {{Article}}, {{Lien web}} et/ou {{Bibliographie}}. Le mode d'édition visuel peut mettre en forme automatiquement les références.
- Insérer une infobox (cadre d'informations à droite) n'est pas obligatoire pour parachever la mise en page.

Pour une aide détaillée, merci de consulter Aide:Wikification.
Si vous pensez que ces points ont été résolus, vous pouvez retirer ce bandeau et améliorer la mise en forme d'un autre article.
L'entrée de Jésus à Jérusalem est un événement tiré des quatre évangiles canoniques, il a lieu dans les jours précédant la Cène, marquant le début de la Passion du Christ,,,.
Dans Jean 12, 9–11, après la résurrection de Lazare d'entre les morts, des foules se rassemblent à Béthanie apprenant la présence de Jésus et voulant constater le miracle. Le lendemain, les foules qui se sont rassemblées à Jérusalem pour la fête accueillent Jésus à son entrée dans la ville.
Dans Matthieu 21, 1–11, Marc 11, 1–11, Luc 19, 28–44 et Jean 12, 12–19, Jésus descend du mont des Oliviers vers Jérusalem où les foules étendent leur vêtement sur le chemin pour l'accueillir, entrant solennellement dans la ville.
Les chrétiens commémorent l'entrée triomphale de Jésus à Jérusalem pendant le dimanche des Rameaux, une semaine avant le dimanche de Pâques.

## Contexte historique
Au temps de Jésus, tout juif est tenu de se rendre à pied au Temple de Jérusalem lors des trois fêtes de pèlerinage instituées par la Bible : Pessa'h ("la Pâque"), Chavouot (la "Pentecôte"), et Souccot ("Tabernacles"). Le récit de la montée de Jésus à Jérusalem pour la fête de Pessa'h diverge entre l'Évangile selon Jean qui mentionne trois montées durant la vie du prédicateur galiléen et les Évangiles synoptiques qui fixent le scénario d'une seule montée à la fin de sa vie.
Le pèlerinage de Pâque connaît un important développement durant la période du Second Temple. Lorsque Jésus s'y rend un dimanche du mois d'avril de l'an 30 ou 33, Jérusalem accueille plusieurs dizaines de milliers de pèlerins (moins que les trois millions avancés par Flavius Josèphe) venant de la terre d'Israël, mais aussi de la diaspora. La population de la ville sainte double à cette occasion et Jérusalem est alors une poudrière en raison de cette foule mais aussi de la présence de croyants fanatisés qui peuvent susciter des émeutes contre le pouvoir, ce qui inquiète les autorités romaines et juives.

## Récits évangéliques

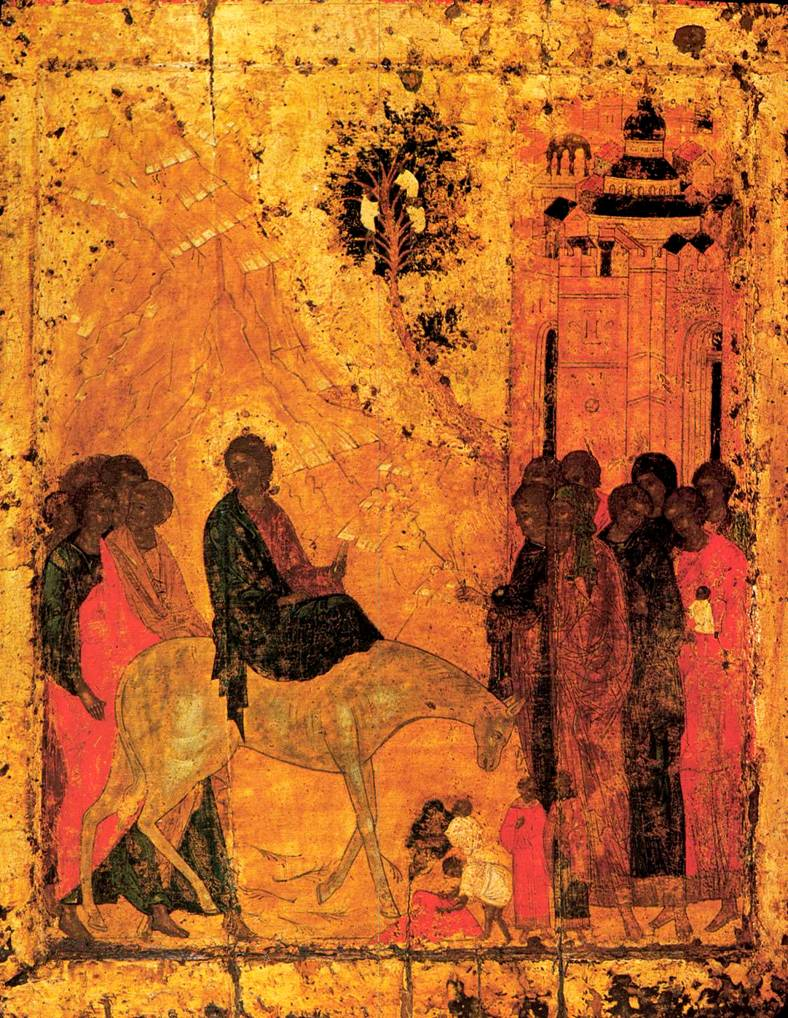
Entrée solennelle de Jésus à Jérusalem, icône byzantine, cathédrale de l'Annonciation de Moscou.

Selon les Évangiles, avant d'entrer dans Jérusalem, Jésus se trouvait à Béthanie et Bethphagé, et il est dit dans Jean 12, 1 qu'il était à Béthanie, six jours avant la Pâque. Pendant ce temps, Jésus envoya deux de ses disciples dans le village qui se trouve devant eux, afin de récupérer un ânon qui avait été attaché, mais jamais été monté, et de dire, si on les interrogeait sur pourquoi ils faisaient cela, que Le Seigneur en a besoin, et qu'il le renverra très bientôt,,.
Jésus monte alors l'ânon à Jérusalem, les trois évangiles synoptiques indiquant que les disciples avaient au préalable déposé leurs manteaux sur ce dernier, de manière à le rendre plus confortable. Dans la tradition juive, l'âne semble avoir été un animal positif, symbolisant l'humilité et la paix, alors que le cheval symbolise le luxe et la violence guerrière,,.

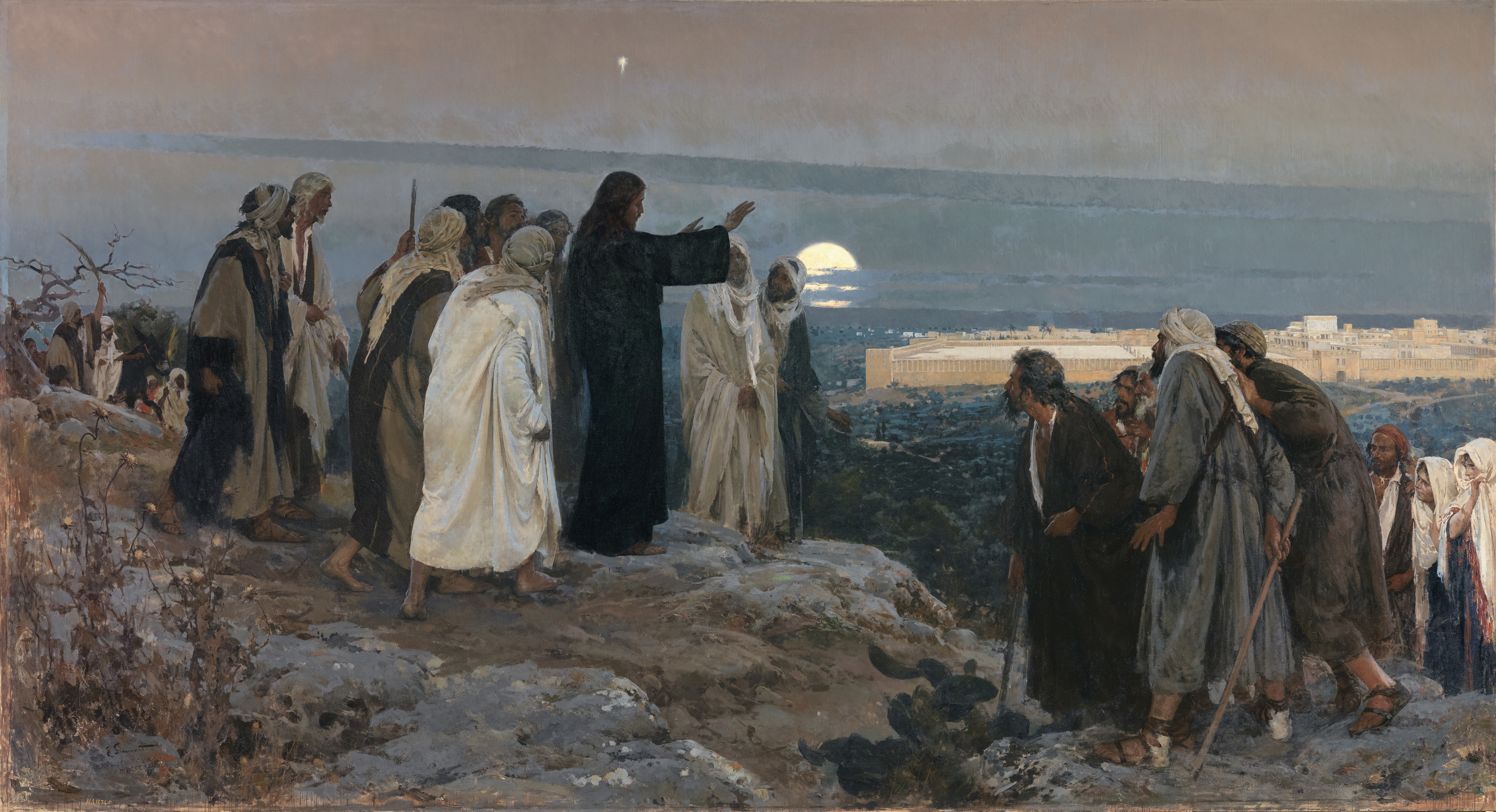
Flevit super illam (Il pleura sur elle) ; par Enrique Simonet, 1892.

Dans Luc 19, 41, lorsque Jésus approche de Jérusalem, il l'embrasse du regard et pleure sur elle (événement connu sous le nom latin de Flevit super illam), prédisant la souffrance qui attend la ville,. Les Évangiles continuent de raconter comment Jésus est entré dans Jérusalem, et comment les gens déposaient leurs manteaux devant lui, ainsi que des petites branches d'arbres. Les gens chantaient une partie du Psaume 118, 25–26 : Oui, béni soit celui qui vient au nom de l'Eternel ! Nous vous bénissons tous de la maison de l'Éternel,,,…
Dans les évangiles synoptiques, cet épisode est suivi de celui de la purification du Temple, et dans les quatre évangiles, Jésus accomplit diverses guérisons et enseigne en paraboles durant son séjour à Jérusalem, jusqu'à la Cène,.

## Parallèles avec l'Ancien Testament
Matthieu 21, 1–11 se réfère à un passage du livre de Zacharie (9, 9) et déclare :

« Tout cela arriva pour que se réalise la prédiction du prophète : Dites à la communauté de Sion, Voici ton Roi qui vient à toi ; humble, il vient monté sur une ânesse, sur un ânon, le petit d'une bête de somme. »

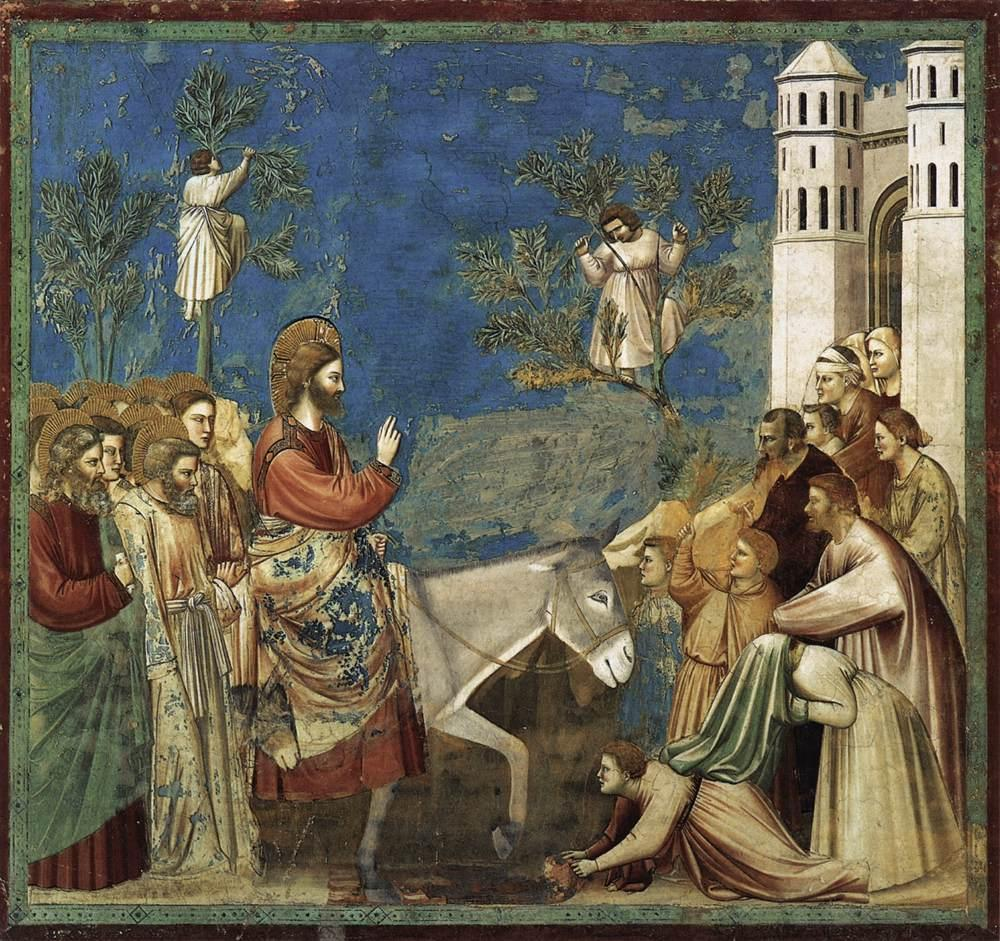
Entrée dans Jérusalem, par Giotto, XIVe siècle.

L'emplacement du mont des Oliviers est significatif dans l'Ancien Testament en ce que Zacharie 9, 9 et Zacharie 14, 1–5 déclarent que le Messie viendrait à Jérusalem depuis le mont des Oliviers, :

« Puis l'Éternel viendra combattre ces nations comme il le fait quand il combat au jour de la bataille. En ce jour-là, il posera ses pieds sur le mont des Oliviers, près de Jérusalem, du côté du levant. »

L'entrée triomphale et les branches de palmier ressemblent à la célébration de la libération des Juifs dans I Maccabées (13, 51) qui stipule :

« Les Juifs entrent dans la citadelle […] Avec des chants de louange, ils portent des branches de palmiers. Ils chantent des hymnes et d'autres chants au son des harpes, des cymbales et des cithares. »

L'entrée de Jésus sur un âne possède un parallèle dans Zacharie 9, 9 qui stipule que :

« Car ton roi vient vers toi, il est juste et victorieux, humble, monté sur un âne. »

Le symbolisme de l'âne peut également se référer à la tradition orientale, un animal de paix, par rapport au cheval, qui est un animal de guerre. Ainsi, un roi arrivait chevauchant un cheval quand il était prêt à la guerre et monté un âne quand il voulait souligner qu'il venait en paix. Par conséquent, l'entrée de Jésus à Jérusalem symbolisait son entrée en tant que Prince de la Paix et non pas en tant qu'un roi belliciste,.

## Iconographie

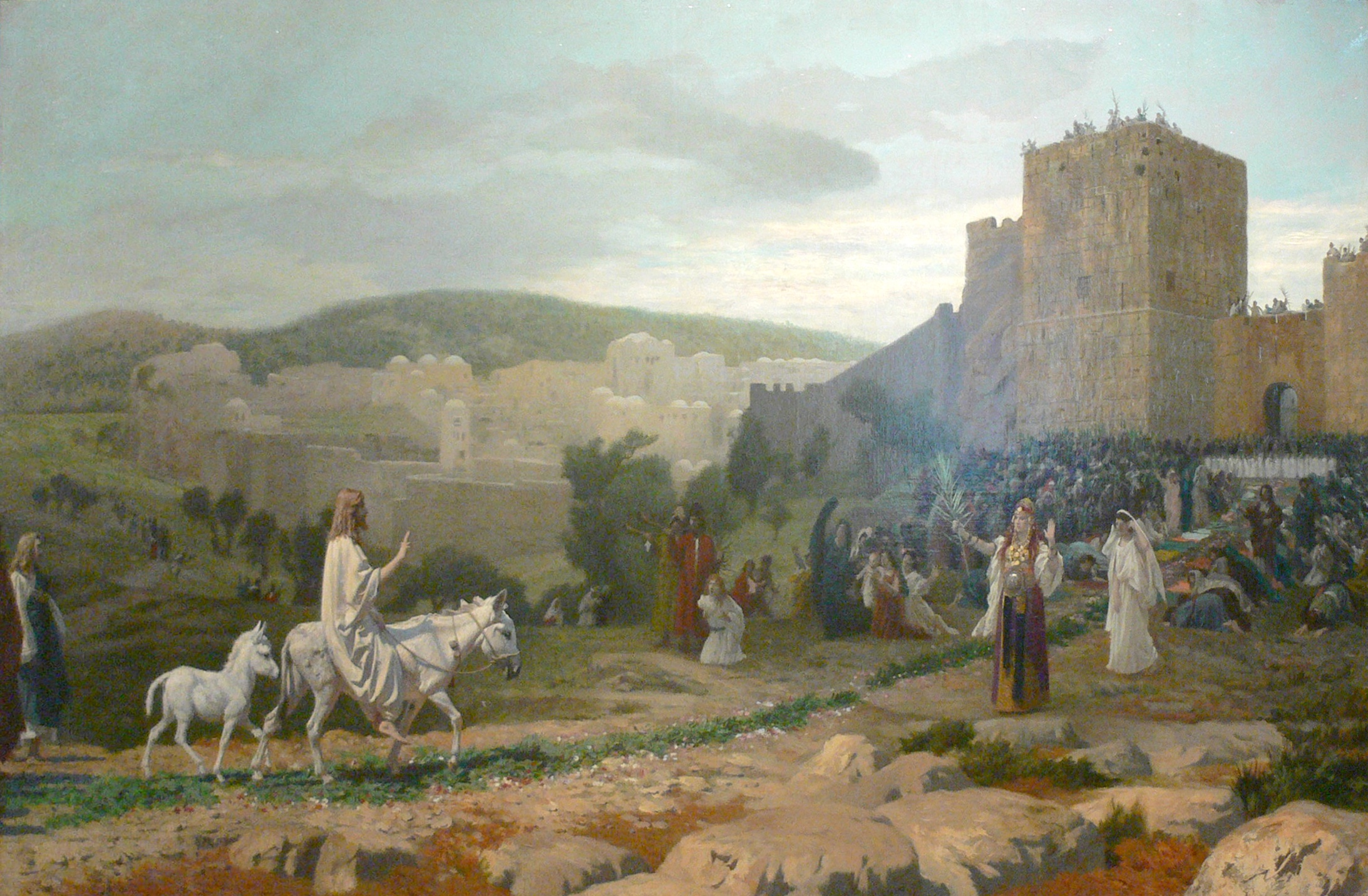
L'Entrée du Christ à Jérusalem (Gérôme)

L'artiste français Jean-Léon Gérôme a peint un tableau intitulé L'Entrée du Christ à Jérusalem, exposé au musée Jean-Léon Gérôme de Vesoul.